# Sticks and Bones
Sticks and Bones ("Bastoni e ossa") è un'opera teatrale del drammaturgo statunitense David Rabe, debuttata a New York nel 1969. Il dramma vinse il Tony Award alla migliore opera teatrale.

## Trama
David torna a casa cieco dal Vietnam e fatica a reinserirsi nella famiglia a causa della disabilità, degli orrori che ha visto in guerra e per l'incapacità della famiglia ad adattarsi alla nuova situazione e al nuovo mondo, mentre loro continuano a comportarsi come se vivessero negli anni cinquanta.

## Cast
Rue McClanahan faceva parte del cast originale.